# Municipio de Ingersoll
El municipio de Ingersoll (en inglés: Ingersoll Township) es un municipio ubicado en el condado de Midland en el estado estadounidense de Míchigan. En el año 2010 tenía una población de 2751 habitantes y una densidad poblacional de 29,03 personas por km².

## Geografía
El municipio de Ingersoll se encuentra ubicado en las coordenadas 43°31′38″N 84°13′48″O / 43.52722, -84.23000. Según la Oficina del Censo de los Estados Unidos, el municipio tiene una superficie total de 94.78 km², de la cual 94,44 km² corresponden a tierra firme y (0,36 %) 0,34 km² es agua.

## Demografía
Según el censo de 2010, había 2751 personas residiendo en el municipio de Ingersoll. La densidad de población era de 29,03 hab./km². De los 2751 habitantes, el municipio de Ingersoll estaba compuesto por el 97,16 % blancos, el 0,76 % eran afroamericanos, el 0,47 % eran amerindios, el 0,15 % eran asiáticos, el 0,36 % eran de otras razas y el 1,09 % eran de una mezcla de razas. Del total de la población el 2,18 % eran hispanos o latinos de cualquier raza.